# Xã Chester, Quận Polk, Minnesota
Xã Chester (tiếng Anh: Chester Township) là một xã thuộc quận Polk, tiểu bang Minnesota, Hoa Kỳ. Năm 2010, dân số của xã này là 75 người.